# Gewog di Wangchang
Il gewog di Wangchang è uno dei dieci raggruppamenti di villaggi del distretto di Paro, nella regione Occidentale, in Bhutan.